# Szolonyesnojei járás
A Szolonyesnojei járás (oroszul: Солонешенский район) Oroszország egyik járása az Altaji határterületen. Székhelye Szolonyesnoje.

A Szolonyesnojei járás az Altaji határterületen

## Népesség
- 1989-ben 13 807 lakosa volt.
- 2002-ben 12 436 lakosa volt, melyből 11 858 orosz, 152 altaj, 93 ukrán, 59 kazah, 44 német, 39 örmény, 28 azeri, 27 moldáv stb.
- 2010-ben 10 720 lakosa volt.